# 힐미 쇠제르
힐미 쇠제르(튀르키예어: Hilmi Sözer, 1970년 3월 9일~)는 튀르키예의 배우이다.

## 작품 목록

### 영화
- 열망(영어판)(2008년)
- 플라야 델 푸투로(2005년)
- 일곱 난장이(2004년)
- 황야의 마니투(2001년) - 옴브레 역
- 1학기(1997년)